# Карузо, Джампаоло
Джампаоло Карузо (итал. Giampaolo Caruso, род. 15 августа 1980 в Аволе, Италия) — итальянский профессиональный шоссейный велогонщик. Один из участников дела «Операция Пуэрто».

## Победы
| 2001 - Чемпионат Европы до 23 лет, групповая гонка — 1-е место - Чемпионат мира до 23 лет, групповая гонка — 2-е место 2002 - Тур Даун Андер — этап 5 2009 - Тур Бриксии — этапы 2, 5 и генеральная классификация 2010 - Вуэльта Бургоса — этап 3 2014 - Милан — Турин |

## Статистика выступлений наГранд Турах
| Гранд Тур | 2004 | 2005 | 2006 | 2007 | 2008 | 2009 | 2010 | 2011 | 2012 | 2013 | 2014 | 2015 |
| --------- | ---- | ---- | ---- | ---- | ---- | ---- | ---- | ---- | ---- | ---- | ---- | ---- |
| Джиро     | -    | 19   | 12   | -    | -    | -    | 46   | 42   | -    | 41   | сход | -    |
| Тур       | -    | -    | -    | -    | -    | -    | -    | -    | 37   | -    | -    | 90   |
| Вуэльта   | 72   | 59   | -    | -    | -    | -    | 36   | -    | -    | 49   | 137  |      |